# Het
Het (ח) är den åttonde bokstaven i det hebreiska alfabetet.
ח har siffervärdet 8.